# NGC 2903
NGC 2903 је спирална галаксија у сазвежђу Лав која се налази на NGC листи објеката дубоког неба.
Деклинација објекта је + 21° 29' 57" а ректасцензија 9h 32m 9,7s. Привидна величина (магнитуда) објекта NGC 2903 износи 8,8 а фотографска магнитуда 9,6. Налази се на удаљености од 9,099 милиона парсека од Сунца. NGC 2903 је још познат и под ознакама UGC 5079, MCG 4-23-9, KARA 347, CGCG 122-14, PGC 27077.